# Lodewijk Allaert
Lodewijk Allaert est un voyageur au long cours et écrivain français, né le 28 janvier 1980 à Dunkerque. Il grandit à Leffrinckoucke, dans le Blootland, face à la mer du Nord.

## Biographie

### Voyages

#### Hollande
À l'âge de 18 ans, en quête d’identité et d’horizons nouveaux, il part vivre seul aux Pays-Bas. Il vit dans village d’Heesselt, dans la province de Gueldre. Il travaille comme au pair dans la famille du comédien hollandais Bert Luppes. Il intègre ensuite un cursus universitaire en néerlandistique et enseigne le français au Twents Carmel College d’Oldenzaal, dans la province d’Overijssel. Il poursuit ses études à université de Leyde en Hollande-Méridionale.

#### Hongrie
En 2005, diplômé en néerlandistique et français langue étrangère, il rejoint la Fondation Franco-Hongroise pour la Jeunesse en qualité d’enseignant. Lodewijk Allaert enseigne en Hongrie durant deux ans, d'abord à la faculté de Droit et Science Politique Széchenyi István à Györ puis, l’année suivante, dans plusieurs établissements de la ville de Miskolc.

#### Budapest-Istanbul en kayak
En juillet 2007, inspiré par ses incursions répétées dans la Puszta magyare, en Transylvanie, dans les Carpates et les Balkans, il se lance avec sa compagne dans une expédition en kayak de Budapest à Istanbul. Les voyageurs descendent le Danube et la mer Noire à la rame. Ils atteignent Istanbul après cent dix jours et 2 500 kilomètres d’efforts.
Dans le cadre de cette expédition, il donne des conférences,,,, participe à des émissions radiophoniques, et publie des articles dans la presse dans le but de faire découvrir cette « autre Europe », tout en évoquant les problématiques liées à la pollution du fleuve. Lodewijk Allaert commence la rédaction d’un manuscrit qu’il finalisera au cours de l’année 2012 sous le titre Rivages de l'Est, En kayak du Danube au Bosphore, aux éditions Transboréal.

#### Mexique
Entre 2008 et 2011, il vit au Mexique, sur la côte pacifique, en territoire zapotèque, dans l’État d'Oaxaca. Il côtoie les surfeurs pionniers issus de la contre-culture des années 1960 et renoue avec la pratique du surf acquise durant son adolescence. Cette expérience le conduit à l’écriture d’un essai philosophique sur le sujet : L'Instinct de la glisse. Petit hymne au surf, aux vagues et à la liberté aux éditions Transboréal.

##### Les Villages Magiques
En 2010, il quitte la côte pacifique et sillonne le Mexique au volant d’un combi VW. Durant six mois, il part à la rencontre des cultures amérindiennes en suivant le fil conducteur des Pueblos Magicos (Villages Magiques). Il fait connaissance avec les zapatistes mayas dans la jungle du Chiapas, avec les hommes-volants Totonaques de Cuetzalan dans la Sierra Madre orientale, il suit les traces d’Antonin Artaud dans la Barranca del Cobre sur les terres Raramuris, ou se rend à cheval aux portes du désert de Chihuahua sur les terres sacrées des Huichols. Ce voyage est relaté sur le blog intitulé Mexico Lindo y Querido.

#### Transcarpates
En avril 2013, Lodewijk Allaert retourne en Europe de l’Est. En quatre mois, il accomplit à pied la traversée intégrale de l’arc des Carpates depuis Bratislava, en Slovaquie, jusqu’au Danube, à l’extrémité méridionale de la Roumanie. Ce voyage est à l'origine du récit Carpates, La traversée de l’Europe sauvage, publié aux éditions Transboréal en octobre 2019.

#### Guerre en Ukraine
En mars et avril 2022, il se rend en Ukraine au côté du réalisateur Damien Castera. Correspondant de guerre pour L'Obs, Lodewijk Allaert témoigne à travers ses articles de la situation sur place, notamment à Boutcha, quelques jours seulement après le retrait de l'armée russe.

## Accueil critique
Dans un article du 4 mars 2021, le rédacteur en chef adjoint à Libération, Fabrice Drouzy, associe Lodewijk Allaert à "la grande lignée des écrivains marcheurs" et souligne le "superbe style" de l'auteur.
Alexis Loireau, rédacteur en chef du magazine Carnets d'Aventures, écrit dans le numéro 31 de mars-mai 2013 à propos de Rivages de l’Est : « L’essentiel de ce livre magnifique est là : dans la passion de la liberté qui nous saisit en le lisant, dans les multiples et fécondes interrogations existentielles qui donnent un relief crucial au voyage... »
Le journaliste et écrivain François Reynaert, lui consacre également une vibrante critique dans le Nouvel Observateur no 2505 du 8 novembre 2012 : « l'aventurier a accouché d'un livre magnifique, sensible et profond. »
L’Instinct de la glisse. Petit hymne au surf, aux vagues et à la liberté, a également été salué par les critiques et cité en référence par le célèbre scientifique et pionnier du surf Joël de Rosnay dans son livre Surfer la vie : Vers la société fluide éditions Les Liens Qui Libèrent, 2012.

## Œuvres

### Récits de voyages
- Carpates, La traversée de l’Europe sauvage, Transboréal, 2019.  (ISBN 978-2-36157-258-7)
- Rivages de l’Est. En kayak du Danube au Bosphore, Transboréal, 2012. (ISBN 978-2-36157-038-5)

### Essai
- L’Instinct de la glisse. Petit hymne au surf, aux vagues et à la liberté, Transboréal, 2011. (ISBN 978-2-36157-019-4)

### Ouvrages collectifs
- «À la recherche du Peyotl», dans Revue Long Cours[19] - Tome 12, Éditions de l'Observatoire/Humensis, 2019.  (ISBN 979-10-329-0492-3)
- « Les souterrains de Babylone », dans L’Almanach des voyageurs n°2, Babel, Magellan & Cie, 2013. (ISBN 978-2-35074-264-9)
- « La Roumanie au fil de l’eau », dans Écrire la Roumanie, Quinze récits et nouvelles, Éditions Non Lieu, 2013. (ISBN 978-2-35270-165-1)

## Prix et distinctions
- 2021 : Prix René-Caillié[20] des écrits de voyage pour Carpates, La traversée de l'Europe sauvage, Transboréal, 2019.
- 2021 : Prix du Grand Tétras du livre d'Aventure[21] pour Carpates, La traversée de l'Europe sauvage, Transboréal, 2019.
- 2020 : Prix du pays du Mont-Blanc[22] pour Carpates, La traversée de l'Europe sauvage, Transboréal, 2019.
- 2013 : Prix René-Caillié des écrits de voyage pour Rivages de l’Est. En kayak du Danube au Bosphore, Transboréal, 2012.
- 2013 : Prix Panaït Istrati, Salon du livre de Paris, 2013 pour « La Roumanie au fil de l’eau », dans Écrire la Roumanie, Quinze récits et nouvelles, ouvrage collectif, Éditions Non Lieu, 2013.
- 2011 : Prix du Livre de Mer de l’Association des écrivains de langue française pour L’Instinct de la glisse. Petit hymne au surf, aux vagues et à la liberté. Transboréal, 2011.
- 2009 : Prix de la Ville de Castres/L'Encrier renversé  pour la nouvelle La voie est libre.
- 2007 : 2e Prix  ex æquo de l'Ours Blanc[23] pour le poème Visage d'or.
- 2007 : Prix de l'U.F.R de langue française de Paris IV Sorbonne[24] pour le poème Trains à ampoules